# High and Mighty
High and Mighty — музичний альбом гурту Uriah Heep. Виданий у червні 1976 року лейблом Bronze Records. Загальна тривалість композицій становить 39:20. Альбом відносять до напрямку прогресивний рок. Останній альбом з солістом Девідом Байроном.

## Список пісень
1. «One Way or Another» — 4:37
2. «Weep in Silence» — 5:09
3. «Misty Eyes» — 4:15
4. «Midnight» — 5:40
5. «Can't Keep a Good Band Down» — 3:40
6. «Woman of the World» — 3:10
7. «Footprints in the Snow» — 3:56
8. «Can't Stop Singing» — 3:15
9. «Make a Little Love» — 3:24
10. «Confession» — 2:14